# To the Bottom
To the Bottom är Nines debut-EP, utgiven 1995 av No Looking Back Records.

## Låtlista[1]
1. "To the Bottom" - 3:13 (musik: Nine, text: Lindqvist)
2. "Cold" - 2:40 (musik: Nine, text: Vallé)
3. "Miles Apart" - 3:16 (musik: Nine, text: Vallé)
4. "Grasp Me" - 3:01 (musik: Nine, text: Vallé)

## Personal[1]
- Anton H Le Clercq - fotografi
- Benjamin Vallé - gitarr
- Emma Nordstedt - fotografi
- Eric - gitarr
- Gustaf - bas
- Johan Lingqvist - sång
- Marcus Persson - producent, mixning
- Niklas Wendt - omslag
- Tor - trummor